# بروس إتش اندروز
بروس إتش اندروز (بالإنجليزية: Bruce H. Andrews)‏ هو محامي أمريكي، ولد في 24 فبراير 1968 في سيراكيوز في الولايات المتحدة.